# Doryteuthis pleii
Doryteuthis pleii is een inktvissensoort uit de familie van de Loliginidae. De wetenschappelijke naam van de soort is voor het eerst geldig gepubliceerd in 1823 door Blainville.